# Список округов Вермонта
Американский штат Вермонт состоит из 14 округов. По данным на 2011 год население штата составляло 626 431 человек, то есть в одном округе в среднем проживало 44 745 человек. Площадь штата составляет 24 923 км², то есть средняя площадь округа составляет 1780,2 км², а средняя плотность населения — 25,1 человека на квадратный километр.

Столица штата, Монтпилиер, располагается в округе Вашингтон. Крупнейший город штата, Берлингтон, находится в округе Читтенден.

## История
В 1779 году Вермонт состоял из двух округов: западная часть штата называлась округ Беннингтон, восточная — округ Камберленд. В 1781 году Камберленд был разделён на четыре части, три из них стали округами Вермонта, а четвёртая — одним из округов Нью-Гэмпшира. В 1791 году Вермонт официально стал частью США, и уже в следующем году в штате появились четыре новых округа, остальные были образованы в первой трети XIX века. Окружной центр любого округа Вермонта традиционно называется shire town.
Самый густонаселённый округ — Читтенден с населением 157 491 человек, самый малочисленный — Эссекс с населением 6291 житель.

Самый крупный округ — Уинсор, его площадь составляет 2515 км², самый маленький — Гранд-Айл, его площадь составляет 215 км².

## Список округов
| Название (рус./англ.) | Год образования | Окружной центр (рус./англ.)  | Население (2011) | Площадь (км²) | Плотность (чел./км²) | На карте штата |
| --------------------- | --------------- | ---------------------------- | ---------------- | ------------- | -------------------- | -------------- |
| Аддисон Addison       | 1785            | Мидлбери Middlebury          | 36 742           | 1995          | 18,4                 |                |
| Беннингтон Bennington | 1779            | Беннингтон Bennington        | 36 970           | 1751          | 21,1                 |                |
| Вашингтон Washington  | 1810            | Монтпилиер Montpelier        | 59 626           | 1787          | 33,4                 |                |
| Гранд-Айл Grand Isle  | 1802            | Норт-Хиро North Hero         | 6931             | 215           | 32,2                 |                |
| Каледония Caledonia   | 1796            | Сент-Джонсбери St. Johnsbury | 31 166           | 1686          | 18,5                 |                |
| Ламойлл Lamoille      | 1835            | Хайд-Парк Hyde Park          | 24 701           | 1194          | 20,7                 |                |
| Ориндж Orange         | 1781            | Челси Chelsea                | 29 006           | 1785          | 16,2                 |                |
| Орлинс Orleans        | 1792            | Ньюпорт Newport              | 27 173           | 1805          | 15,1                 |                |
| Ратленд Rutland       | 1781            | Ратленд Rutland              | 61 289           | 2414          | 25,4                 |                |
| Уиндем Windham        | 1779            | Ньюфейн Newfane              | 44 266           | 2044          | 21,7                 |                |
| Уинсор Windsor        | 1781            | Вудсток Woodstock            | 56 666           | 2515          | 22,5                 |                |
| Франклин Franklin     | 1792            | Сент-Албанс St. Albans       | 48 113           | 1650          | 29,2                 |                |
| Читтенден Chittenden  | 1787            | Берлингтон Burlington        | 157 491          | 1396          | 112,8                |                |
| Эссекс Essex          | 1792            | Гилдхолл Guildhall           | 6291             | 1722          | 3,7                  |                |